# Jean Fayard
Jean Fayard (n. 24 ianuarie 1902, Paris, Île-de-France, Franța – d. 26 septembrie 1978, Paris, Île-de-France, Franța) a fost un scriitor și jurnalist francez care a câștigat Premiul Goncourt în 1931. A fost și directorul editurii Fayard.

## Biografie
Jean Fayard este nepotul fondatorului editurii Fayard și fratele mai mare al lui Yvonne Fayard.
În decembrie 1931, a câștigat Premiul Goncourt pentru romanul său Mal d'amour publicat de editura Fayard. Editat de propriul său tată, Joseph-Arthème Fayard, o personalitate influentă în lumea presei, acest premiu a stârnit o controversă: favoritul, Zbor de noapte scris de Antoine de Saint-Exupéry, a trebuit să se mulțumească cu premiul Fémina.
La moartea tatălui său în 1936, Jean Fayard a preluat conducerea editurii familiei. În acel an a decis să vândă Je suis partout, un săptămânal fondat de tatăl său în 1930, redactorilor săi (inclusiv lui Charles Lesca).
În iulie 1940, a fost prezent la Londra și a participat la dezvoltarea primei publicații aparținând Franței libere, revista Quatorze Juillet, dar la sfârșitul lunii, s-a întors în Franța și a lucrat din nou la editura sa, care a publicat revista Candide. Soția sa Laure Fayard a murit în 1980, la vârsta de 76 de ani.

## Opera
- 1924: Deux ans à Oxford ?, F. Paillart
- 1925: Dans l'ordre sensuel, À l'Enseigne de la Porte Étroite
- 1925: Dans le monde où l'on s'abuse, Fayard
- 1925: Journal d'un colonel, Éditions de la nouvelle revue française
- 1926: Trois quarts de monde, Fayard
- 1928: Oxford et Margaret, Fayard
- 1928: Madeleine et Madeleine, Gallimard
- 1928: Bruxelles, Émile-Paul frères
- 1931: Mal d'amour, Fayard — Premiul Goncourt
- 1932: Dialogue sur l'argent
- 1933: Liebesleid, R. Piper
- 1937: La Féerie de la rue, Grasset
- 1941: Mes maitresses, Fayard
- 1941: La Chasse aux rêves
- 1945: Roman, Fayard
- 1945: L'Allemagne sous le Croix de Lorraine
- 1961: Le Cinéma à travers le monde
- 1974: La Guerre intérieure, Stock
- 1977: Je m'éloigne